# Amstel Gold Race 1976
L'Amstel Gold Race 1976, undicesima edizione della corsa, si svolse il 27 marzo 1976 su un percorso di 230 km da Heerlen a Meerssen. Fu vinto dal belga Freddy Maertens, che terminò in 5h 53' 08". Fu la prima edizione valida per la World Cup (The Super Prestige Pernod).

## Ordine d'arrivo (Top 10)
| Pos. | Corridore       | Squadra        | Tempo    |
| ---- | --------------- | -------------- | -------- |
| 1    | Freddy Maertens | Flandria-Velda | 5h53'08" |
| 2    | Jan Raas        | TI-Raleigh     | a 4'29"  |
| 3    | Lucien Leman    | Miko           | a 5'19"  |
| 4    | Patrick Béon    | Peugeot-Esso   | s.t.     |
| 5    | Hennie Kuiper   | TI-Raleigh     | s.t.     |
| 6    | Joop Zoetemelk  | Gan-Mercier    | a 5'32"  |
| 7    | Roger Swerts    | Molteni        | a 6'36"  |
| 8    | Roy Schuiten    | Lejeune-BP     | a 6'47"  |
| 9    | Frans Verbeeck  | IJsboerke      | s.t.     |
| 10   | Cees Bal        | Molteni        | s.t.     |